# Podłęcze (województwo łódzkie)
Podłęcze – wieś w Polsce położona w województwie łódzkim, w powiecie skierniewickim, w gminie Słupia.

## Historia
W latach 1975–1998 miejscowość położona była w województwie skierniewickim.